# Троицкая слобода (Москва)
Тро́ицкая слобода́ — одна из московских слобод. Существовала в Москве до начала XVIII века в пределах современного Мещанского района.
Троицкая слобода была расположена по соседству с селом Напрудным и принадлежала крупнейшей монастырской обители — Троице-Сергиевой лавре. В настоящее время о слободе напоминают названия Троицких улицы и двух переулков. Место для размещения слободы было выбрано с учётом расположенной здесь Троицкой дороги, связывающей Москву и лавру. В слободе была приходская Троицкая церковь, которая была построена около 1632 года. В 1689 году её деревянное здание сгорело, она была перестроена в камне на рубеже XVII—XVIII вв.
Слобода была довольно крупной по меркам Москвы. Согласно сохранившимся документам, в 1631 году здесь было 106 дворов. Документ, датируемый 1646 годом, так описывает слободу: «Живоначальныя Троицы Сергиева монастыря вотчинная Троицкая слобода, под Москвою, за Земляным городом». Она располагалась по обоим берегам реки Неглинной. Кроме пяти дворов причта здесь было 129 дворов, чьи жители работали в Москве. В начале XVIII века она стала частью города.
В конце 1970-х годов в ходе работ по подготовке к Московской олимпиаде все переулки между храмом и Самотёкой снесли. Открылся прекрасный вид на храм с Самотёчной улицы, но самобытный уголок Москвы — Троицкая слобода — был безвозвратно утерян.

## Улицы и дороги
- Троицкая улица (Москва)
- 1-й Троицкий переулок
- 2-й Троицкий переулок
- Переулок Васнецова (Москва)
- Лаврский переулок (Москва)